# Трансатлантический тоннель
Трансатлантический тоннель — существующий в виде концептуальных проектов подводный тоннель, который должен проходить под Атлантическим океаном между Северной Америкой и Европой и предназначен для какой-либо из разновидностей общественного транспорта (в большинстве предложений это поезда со скоростью движения от 500 до 8000 км/ч.
В настоящее время существуют лишь концептуальные проекты. Работы по созданию такого тоннеля сейчас не ведутся, в ближайшем будущем не планируются. Большинство проектов предполагают, что тоннель обеспечит сообщение между США и Великобританией, а конкретно между Нью-Йорком и Лондоном. Основными препятствиями при конструировании такого тоннеля являются очень высокая цена (от 175 миллиардов долларов США до 12 триллионов долларов США) и ограничения свойств современных материалов.
Существующие тоннели большой длины, такие как тоннель под Ла-Маншем и тоннель Сэйкан, несмотря на использование более дешёвых технологий, испытывают финансовые затруднения.
Трансатлантический тоннель был бы в 88 раз длиннее Готардского базового тоннеля и в 36 раз длиннее акведука Делавэра. В 2003 году в передаче Extreme Engineering канала Discovery был детально рассмотрен один из концептуальных проектов тоннеля.

## История
Предложения о постройке такого тоннеля восходят к Мишелю Верну, сыну Жюля Верна, который описал его в 1888 году в рассказе Un Express de l’avenir («Экспресс в будущее»). Рассказ был опубликован на английском языке в 1895 году в журнале Strand Magazine. Там он был неверно приписан Жюлю Верну; эта ошибка часто повторяется в последующих публикациях. В 1913 году был опубликован роман Бернхарда Келлермана «Туннель», о постройке под Атлантическим океаном туннеля, соединяющего Европу и Америку. По роману было снято четыре фильма.
Роберт Годдард получил два патента на идею постройки трансатлантического тоннеля. Артур Кларк упоминает межконтинентальные тоннели в романе 1956 года «Город и звёзды». Гарри Гаррисон описывает проходящую по океанскому дну систему вакуумированных тоннелей, по которым ходят маглев-поезда, в романе 1972 года «Да здравствует Трансатлантический туннель! Ура!». В апрельском номере журнала Popular Science за 2004 год рассматривается проект трансатлантического тоннеля. Указывается, что в настоящее время создание такого тоннеля является возможным с использованием современных технологий, а стоимость тоннеля составит от 88 до 175 миллиардов долларов.

## Варианты
Предложено несколько вариантов проекта тоннеля: в виде трубы, проходящей по дну моря или над ним, тоннеля под океанским дном и т. д.
В 1960-х годах был предложен проект 5000-километрового тоннеля, по которому должны были ходить вакуумные поезда, разгоняющиеся до скорости 8000 км/ч. При такой скорости поездка от Лондона до Нью-Йорка заняла бы менее одного часа. Другой современный вариант предполагает создание погружного плавающего тоннеля на глубине примерно 50 метров.